# 坎德拉每平方米
坎德拉每平方米（cd/m2）是衡量亮度的国际单位制导出单位，其中的燭光是衡量发光强度的国际单位制主单位，平方米则是衡量面积的国际单位制导出单位。
坎德拉每平方米常用于标识显示设备的亮度，大多数厂家的桌面电脑的亮度均为200到300cd/m2。SRGB色彩空间的显示器的亮度一般为80cd/m2。高解析度度电视的亮度则在450到1000cd/m2之间一般的校准显示器的亮度为120cd/m2。

## 名称
该单位旧称尼特（Nit，来源于拉丁语的“nitere”，意为照射），符号为nt。

## 和其他亮度单位的转换
1坎德拉每平方米等于：
- 10−4 斯迪伯（英语：Stilb (unit)）（厘米-克-秒制中的亮度单位）
- π×10−4朗伯
- π apostilbs
- 0.292 foot-lamberts
- π×103 skots
- π×107 brils